# پاپ کلمنت سیزدهم
پاپ کلمنت سیزدهم (به انگلیسی: Clement XIII) یکی از پاپ‌های کلیسای کاتولیک رم بود که در ونیز به دنیا آمد و از ۱۷۵۸ تا ۱۷۶۹ میلادی پاپ بود.

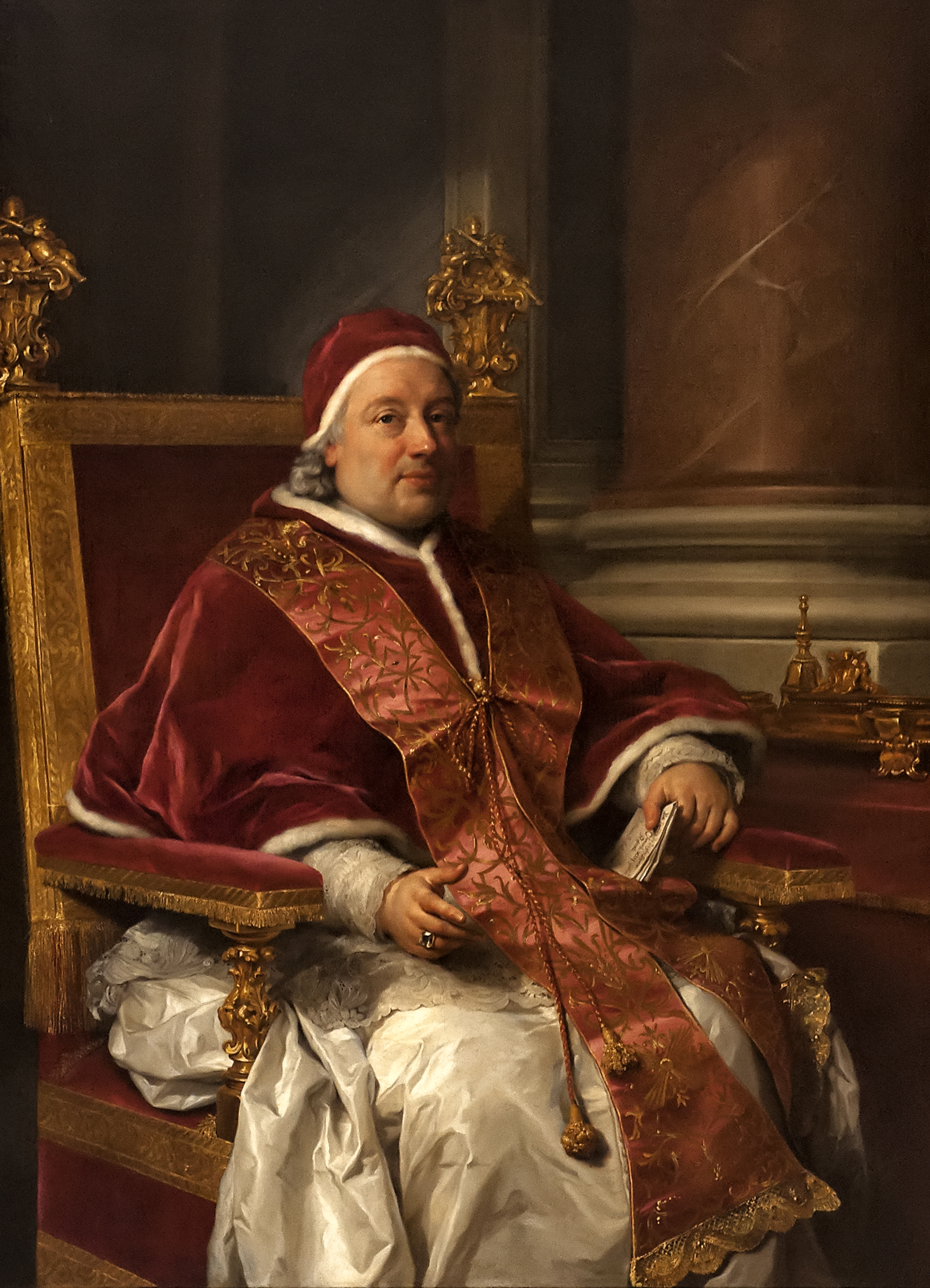